# Atik Ismail
Atik Ismail (né le 5 janvier 1957 à Helsinki en Finlande) est un joueur de football international finlandais, qui jouait au poste de milieu de terrain.
Il est connu pour avoir terminé à plusieurs reprises meilleur buteur du championnat de Finlande, lors de la saison 1978 avec 20 buts, 1979 avec 15 buts (à égalité avec le joueur Heikki Suhonen), et 1982 avec 19 buts.